# Remnaren
Remnaren är en sjö i Eskilstuna kommun i Södermanland och ingår i Nyköpingsåns huvudavrinningsområde.